# Bassaniana floridana
Bassaniana floridana là một loài nhện trong họ Thomisidae.
Loài này thuộc chi Bassaniana. Bassaniana floridana được Richard C. Banks miêu tả năm 1896.